# Nová Polhora
Nová Polhora és un poble i municipi d'Eslovàquia. Es troba a la regió de Košice, a l'est del país.

## Història
La primera referència escrita de la vila data del 1954.

## Demografia
| Godina             | 1994 | 2004    | 2014   | 2024    |
| ------------------ | ---- | ------- | ------ | ------- |
| Nombre de persones | 360  | 421     | 432    | 548     |
| Diferència         |      | +16,94% | +2,61% | +26,85% |

| Godina             | 2023 | 2024   |
| ------------------ | ---- | ------ |
| Nombre de persones | 528  | 548    |
| Diferència         |      | +3,78% |